# Marcus Maye
Marcus Maye (Melbourne, 9 marzo 1993) è un giocatore di football americano statunitense che milita nel ruolo di safety per i Miami Dolphins della National Football League (NFL).

## Carriera universitaria
Maye al college giocò a football con i Florida Gators dal 2013 al 2016. Nell'ultima stagione disputò 9 gare on 50 tackle, un sack e un intercetto.

## Carriera professionistica

### New York Jets
Maye fu scelto nel corso del secondo giro (39º assoluto) nel Draft NFL 2017 dai New York Jets. Il 23 maggio firmò un contratto quadriennale del valore di 6.55 milioni di dollari. Debuttò come professionista partendo come titolare nella gara del primo turno contro i Buffalo Bills mettendo a segno 7 tackle. Nella settimana 5 mise a segno il primo intercetto in carriera nella vittoria contro i Cleveland Browns. La sua prima stagione si chiuse al quarto posto tra i rookie della NFL con 79 tackle.
Nella prima partita della stagione 2020 Maye mise a segno 2 sack contro i Buffalo Bills.
Nel 2021 i Jets applicarono su Maye la franchise tag.

### New Orleans Saints
Il 16 marzo 2022 Maye firmò un contratto triennale con i New Orleans Saints.

### Miami Dolphins
Il 13 giugno 2024 Maye firmò con i Miami Dolphins.